# 银灰旋花
银灰旋花（学名：Convolvulus ammannii）为旋花科旋花属的植物。分布于朝鲜、蒙古、俄罗斯以及中国大陆的新疆、山西、西藏、宁夏、甘肃、辽宁、吉林、内蒙古、河北、黑龙江、河南、陕西、青海等地，生长于海拔150米至3,600米的地区，常生长在干旱山坡草地及路旁，目前尚未由人工引种栽培。